# زير كمر (سبيدار)
زیر کمر (بالفارسية: زیرکمر) هي قرية تقع في إيران في قسم سبیدار الريفي. يقدر عدد سكانها بـ 38 نسمة .